# 維爾達姆羅特山

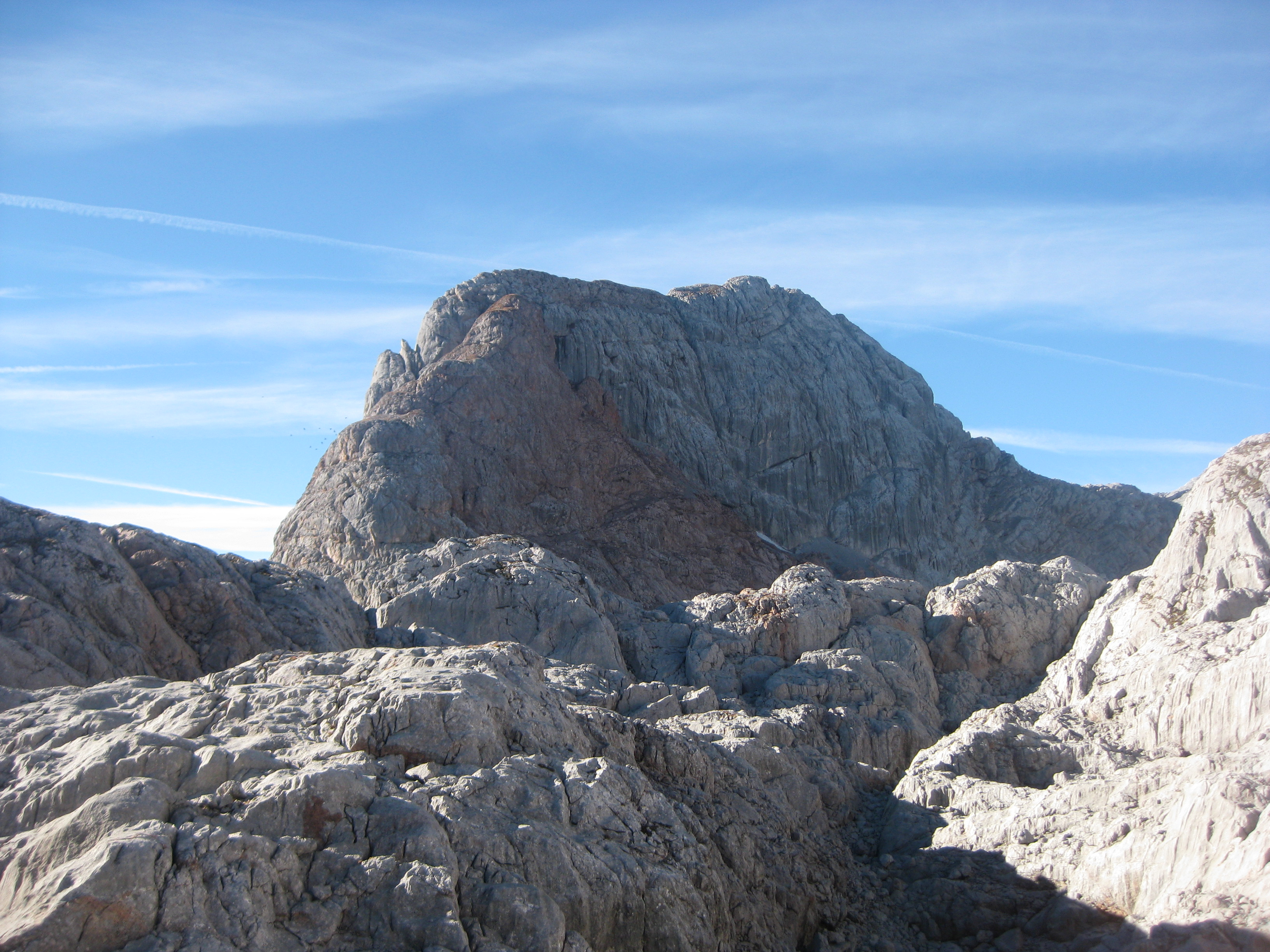

47°28′25″N 12°58′53″E / 47.4737°N 12.9815°E
維爾達姆羅特山（德語：Wildalmrotkopf），是奧地利的山峰，位於該國中部，由薩爾茨堡州負責管轄，屬於貝希特斯加登阿爾卑斯山脈的一部分，距離格里斯科格爾山0.6公里，海拔高度2,517米，每年平均降雨量2,176毫米。